# Cantón de Gonfreville-l'Orcher
El cantón de Gonfreville-l'Orcher era una división administrativa francesa, que estaba situada en el departamento de Sena Marítimo y la región de Alta Normandía.

## Composición
El cantón estaba formado por tres comunas:
- Gainneville
- Gonfreville-l'Orcher
- Harfleur

## Supresión del cantón de Gonfreville-l'Orcher
En aplicación del Decreto nº 2014-266 de 27 de febrero de 2014, el cantón de Gonfreville-l'Orcher fue suprimido el 22 de marzo de 2015 y sus 3 comunas pasaron a formar parte; dos del nuevo cantón de Le Havre-3 y una del nuevo cantón de Le Havre-2.